# ガソリン・アレイ
『ガソリン・アレイ』(Gasoline Alley)は、ロッド・スチュワートが1970年に発表した、ソロ名義では2作目のスタジオ・アルバム。オリジナル3曲とカヴァー6曲で構成された内容である。

## 背景
当時、スチュワートと共にフェイセズのメンバーとして活動していたロン・ウッドが全曲に参加した。また、「マイ・ウェイ・オブ・ギビング」と「ユーア・マイ・ガール」はフェイセズのメンバーだけでレコーディングされたが、イアン・マクレガンは後者には不参加となり、LPのクレジットでは「バスのストライキにより参加できなかった」と記載されている。なお、「マイ・ウェイ・オブ・ギビング」は、フェイセズの前身バンドに当たるスモール・フェイセスのカヴァーである。
ボブ・ディランのカヴァー「オンリー・ア・ホーボー」とエルトン・ジョンのカヴァー「カントリー・コンフォート」は、いずれも本作の方が原作者のヴァージョンよりも先に発表されており、前者はディランが1963年に録音したアウトテイクだが公式発表は1991年のコンピレーション・アルバム『ブートレッグ・シリーズ第1〜3集』で、後者はジョンが1970年10月に発売したアルバム『エルトン・ジョン3』の収録曲である。

## 反響・評価
スチュワートの母国イギリスでは、1970年10月3日付の全英アルバムチャートで62位を記録するが、翌週にはトップ100圏外となった。一方、アメリカのBillboard 200では27位に達し、自身初の全米トップ40アルバムとなった。
Stephen Thomas Erlewineはオールミュージックにおいて満点の5点を付け、全体的な音楽性に関して「前作と同様、『ガソリン・アレイ』は、ほぼ全編がアコースティック楽器により演奏されており、スチュワートはロックンロールの曲をフォークソング風に処理して、それらの曲を個性的かつ予測困難な方法で再解釈した」、「オンリー・ア・ホーボー」に関して「最も素晴らしいディランのカヴァーの一つ」、タイトル曲に関して「彼の青春時代に対する鮮烈で愛に満ちた賛辞」と評している。

## カバー
タイトル曲の「ガソリン・アレイ」を日本語訳したものを、浅川マキ、真島昌利がカバーしている。

## 収録曲
1. ガソリン・アレイ - Gasoline Alley (Rod Stewart, Ron Wood) - 4:06
2. イッツ・オール・オーヴァー・ナウ - It's All Over Now (Bobby Womack, Shirley Womack) - 6:20
3. オンリー・ア・ホーボー - Only a Hobo (Bob Dylan) - 4:15
4. マイ・ウェイ・オブ・ギビング - My Way of Giving (Steve Marriott, Ronnie Lane) - 3:58
5. カントリー・コンフォート - Country Comforts (Elton John, Bernie Taupin) - 4:45
6. カット・アクロス・ショーティー - Cut Across Shorty (Marijohn Wilkin, Wayne P. Walker) - 6:31
7. レディ・デイ - Lady Day (R. Stewart) - 4:04
8. ジョーズ・ラメント - Jo's Lament (R. Stewart) - 3:27
9. ユーア・マイ・ガール - You're My Girl (I Don't Want to Discuss It) (Dick Cooper, Beth Beatty, Ernie Shelby) - 4:27

## レコーディング・メンバー
- ロッド・スチュワート - ボーカル、アコースティック・ギター
- ロン・ウッド - ギター、スライドギター、アコースティック・ギター、ベース
- マーティン・クイッテントン - アコースティック・ギター(on #3, #6)、ギター(on #7, #8)
- イアン・マクレガン - ピアノ(on #2)、オルガン(on #4)
- ピーター・シアーズ - ピアノ(on #5)
- ロニー・レーン - ベース(on #4, #9)、ボーカル(on #4)
- デニス・オフリン - ヴァイオリン・ベース(on #3, #7)
- ミック・ウォーラー - ドラムス(on #2, #5, #6)
- ケニー・ジョーンズ - ドラムス(on #4, #9)
- ディック・パウエル - ヴァイオリン(on #3, #6, #7)
- ウィリアム・ギャフ - ホイッスル(on #2)
- スタンリー・マシューズ - マンドリン(on #1)
- ハリー・レイノルズ - バッキング・ボーカル(on #5)